# Gishuha (vattendrag i Karuzi)
Gishuha är ett vattendrag i Burundi.   Det ligger i provinsen Karuzi, i den centrala delen av landet, 90 kilometer öster om huvudstaden Bujumbura.
I omgivningarna runt Gishuha växer huvudsakligen savannskog. Runt Gishuha är det ganska tätbefolkat, med 192 invånare per kvadratkilometer.